# St. Martin (Oberrieden)

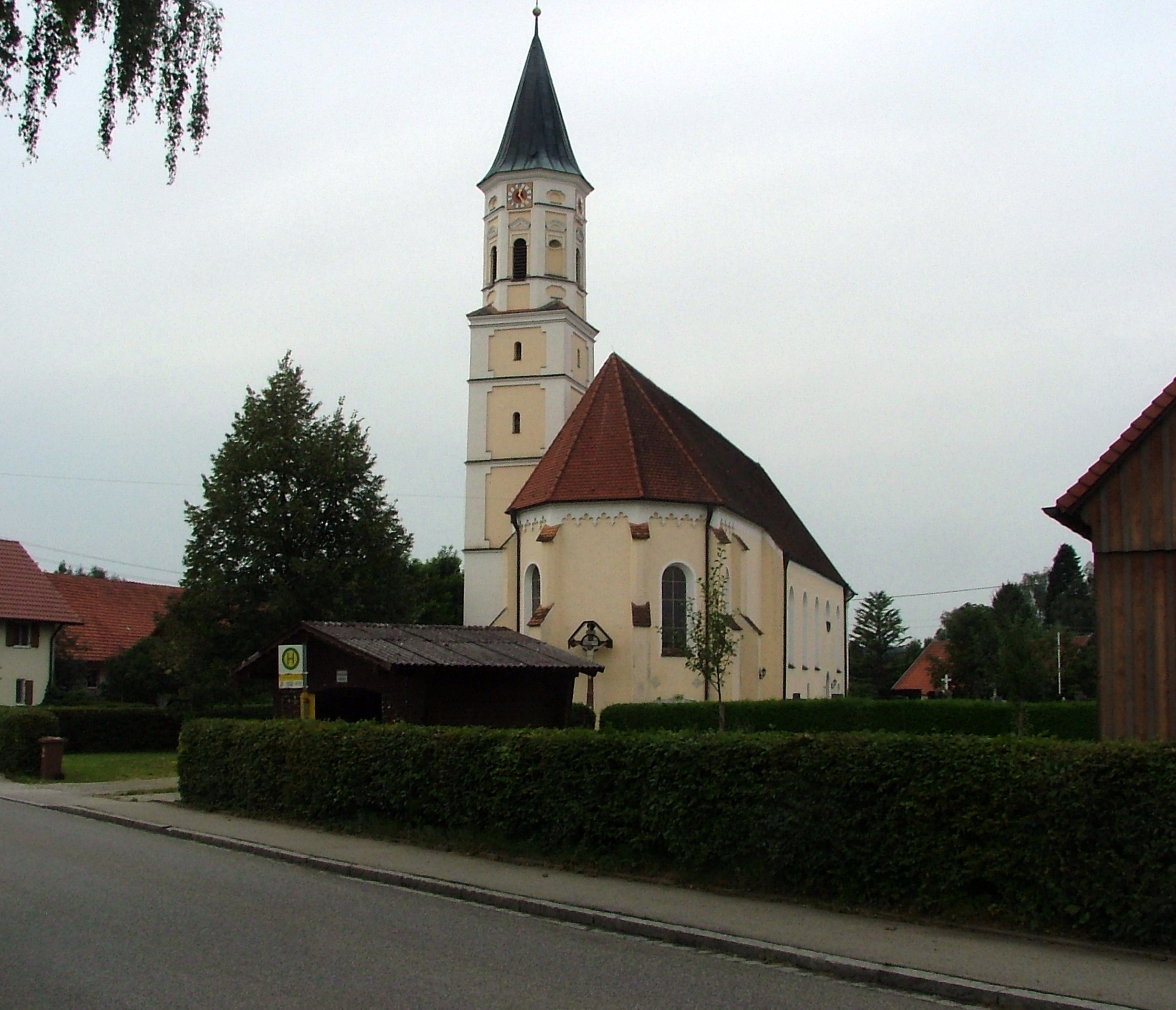
St. Martin in Oberrieden

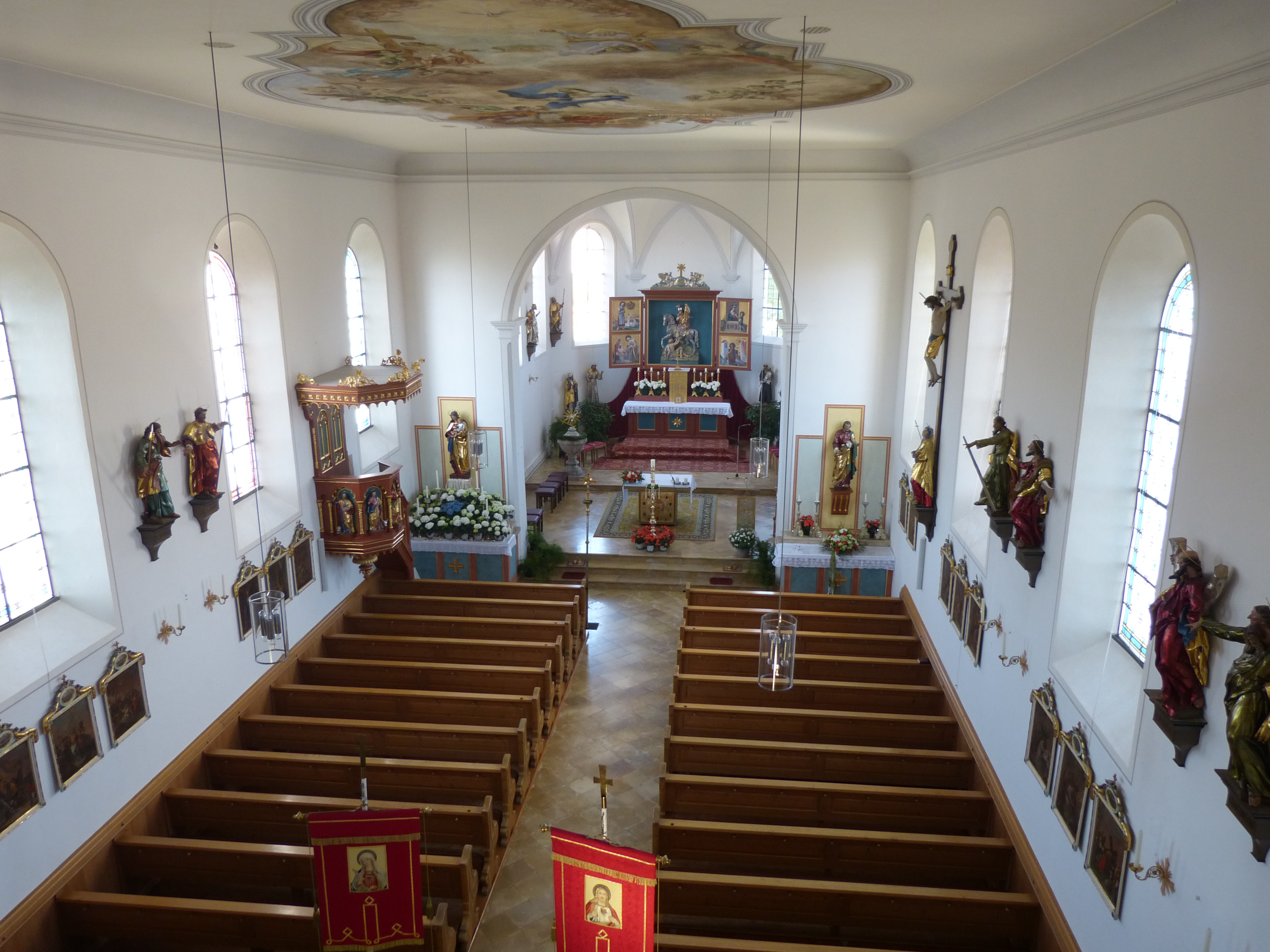
Innenansicht von St. Martin

Die römisch-katholische Kirche St. Martin befindet sich im oberschwäbischen Oberrieden im Landkreis Unterallgäu in Bayern. Die Kirche steht unter Denkmalschutz.

## Geschichte
Vermutlich aus dem späten 15. Jahrhundert stammt der spätgotische Chor. Das Langhaus könnte ebenfalls aus dieser Zeit stammen, wurde jedoch im Laufe der Zeit mehrfach umgebaut. Leonhard Reiter erweiterte das Langhaus 1853/1854. Der Kirchturm wurde 1681 erbaut und wird Thomas Natter zugeschrieben.

## Baubeschreibung
Die Kirche ist ein Saalbau mit Flachdecke im Langhaus. An das Langhaus schließt sich der eingezogene dreiseitig geschlossene Chor an. Im Chor befindet sich eine Stichkappentonne. Der im unteren Bereich quadratische Kirchturm befindet sich im südlichen Winkel. Auf den spätmittelalterlichen Unterbau schließt sich ein Oktogon an. Abgeschlossen ist der Kirchturm mit einem aus dem 19. Jahrhundert stammenden Spitzhelm. Ursprünglich trug der Kirchturm eine geschwungene Haube. Die Westfassade des Langhauses ist neuromanisch. Ein Kleeblattbogenfries mit lilienartigen Konsolen befindet sich an der Chortraufe.

## Ausstattung
Der größte Teil der Ausstattung stammt aus den Jahren 1949 bis 1951. Die Figurengruppe mit der Darstellung der Mantelspende durch den hl. Martin wurde 1881 von Joseph Beyrer geschaffen. Der klassizistische Taufstein stammt aus dem Anfang des 19. Jahrhunderts. Die in der Kirche befindlichen Kreuzwegstationen befanden sich ursprünglich in Mittelrieden und wurden um 1780 geschaffen. In der Art des Ignaz Hillenbrand sind die Apostelfiguren aus der Mitte des 18. Jahrhunderts ausgeführt. Die neuromanische Kanzel ist aus der Zeit um 1860.

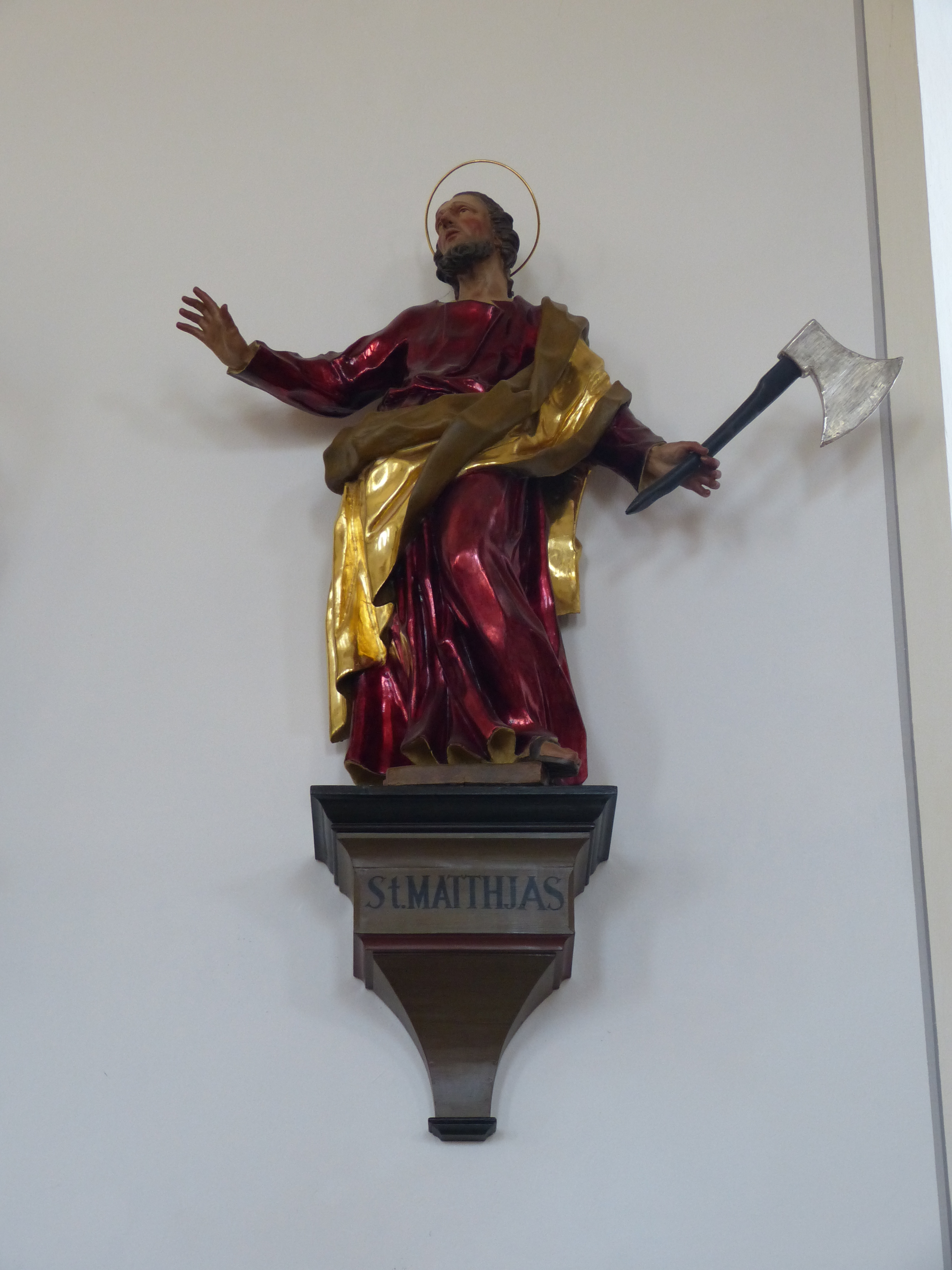
Apostelfigur des hl. Matthias
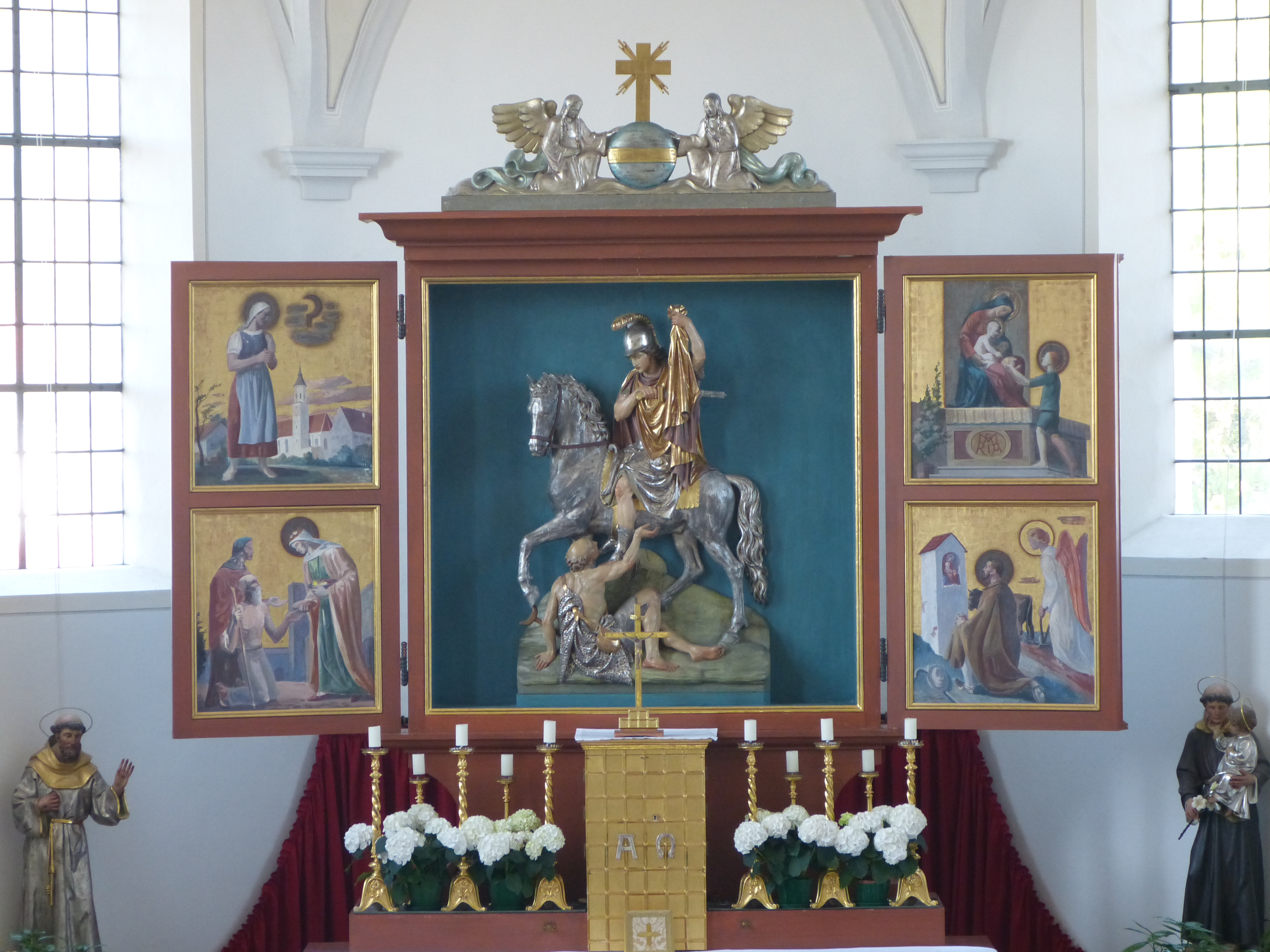
Hochaltar mit Figurengruppe der Mantelspende des hl. Martin
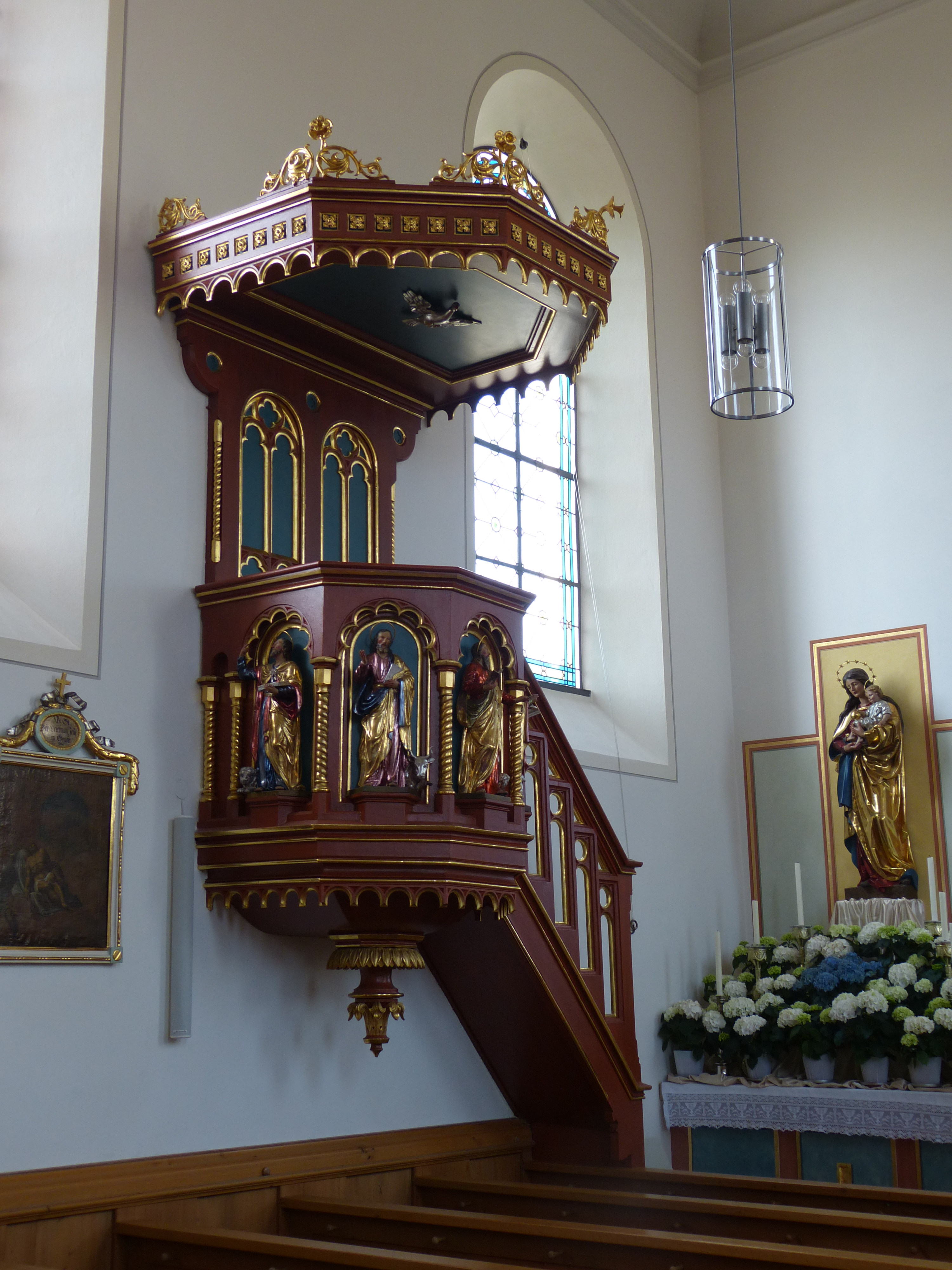
Neuromanische Kanzel um 1860